# Lichtenegg
Lichtenegg är en ort och kommun  i Österrike. Den ligger i distriktet Wiener Neustadt-Land i förbundslandet Niederösterreich, 70 kilometer söder om huvudstaden Wien. 
Kommunen består av 20 orter (Ortschaften) (inom parentes invånarantal 1 januari 2024):

- Amlos (56)
- Feichten (20)
- Kaltenberg (122)
- Kühbach (55)
- Lichtenegg (319)
- Maierhöfen (21)
- Pengersdorf (36)
- Pesendorf (21)
- Pregart (13)
- Purgstall (39)
- Pürahöfen (9)
- Ransdorf (86)
- Schlagergraben (2)
- Spratzau (54)
- Tafern (33)
- Thal (86)
- Tiefenbach (23)
- Wieden (36)
- Winkl (9)
- Wäschau (14)